# Arbnora de Leoni
Arbnora de Leoni (ur. 3 września 1992 w Norwegii jako Arbnora Robelli) – szwedzka piłkarka pochodzenia kosowskiego, w latach 2011-2017 reprezentantka Albanii. Pełniła funkcję kapitana w kobiecej sekcji klubu Halmstads BK. Po zakończeniu kariery piłkarskiej poświęciła się uprawianiu padla.

## Życie prywatne
Jej rodzice pochodzili z miasta Gnjilane, w 1992 roku przenieśli się do Szwecji.
Ma brata Arbëra, który również jest piłkarzem.